# Петер Пальчик
Петер Пальчик (івр. פיטר פלצ׳יק; 4 січня 1992, Ялта, Автономна Республіка Крим, Україна) — ізраїльський дзюдоїст, бронзовий призер Олімпійських ігор 2020 та 2024 років, чемпіон Європи, призер чемпіонатів світу.

## Виступи на Олімпіадах
| Олімпіада  | Дисципліна      | Місце |
| ---------- | --------------- | ----- |
| Токіо 2020 | до 100 кг       | 7     |
| Токіо 2020 | змішана команда | 3     |
| Париж 2024 | до 100 кг       | 3     |
| Париж 2024 | змішана команда | 9     |

## Зовнішні посилання
- Петер Пальтчік на сайті International Judo Federation (англійська)
- Петер Пальтчік на сайті JudoInside.com (англійська)
- Петер Пальтчік на сайті AllJudo.net (французька)
- Петер Пальтчік на сайті Olympics.com (англійська)
- Петер Пальтчік на сайті Olympedia (англійська)
- Петер Пальтчік на сайті Olympic Committee of Israel (іврит)